# Rio Boroş
O Rio Boroş é um rio da Romênia afluente do Rio Trotuş, localizado no distrito de Harghita.